# 普希 (夏威夷州)
普希（英語：Puhi）是位於美國夏威夷州可愛縣的一個人口普查指定地區。

## 地理
普希的座標為21°58′07″N 159°23′54″W / 21.96861°N 159.39833°W，而該地最高點為海拔高度105米（即344英尺）。

## 人口
根據2010年美國人口普查的數據，普希的面積為2.32平方千米，當中陸地面積為2.30平方千米，而水域面積為0.02平方千米。當地共有人口2906人，而人口密度為每平方千米1,252.59人。